# Johann Jakob Bodmer
Pour les articles homonymes, voir Bodmer.
Johann Jakob Bodmer, né à Greifensee, près de Zurich, le 19 juillet 1698 et mort le 2 janvier 1783  à Gut Schönenberg, est un critique, traducteur et poète suisse.

## Biographie
Fils d’un pasteur, Bodmer était destiné à l’état ecclésiastique mais il se livra tout entier à la littérature et fut nommé à partir de 1725 professeur d’histoire suisse et de politique au collège de Zurich. Il y occupa sa chaire pendant cinquante ans et devint membre du Grand Conseil de cette ville.
Il contribua, avec Gottsched et Breitinger, à réformer le goût littéraire de l’Allemagne par ses critiques et par ses exemples : combattant l’imitation servile de la France, il recommanda les traditions nationales.
D’une nature active et d’un caractère décidé, il se jeta, avec son ami Breitinger, dans des luttes fameuses. Il fonda avec lui, vers 1720, une société littéraire et créa, peu après, une feuille hebdomadaire, imitée du Spectateur anglais de 1711, et qui s’appela les Dialogues des peintres, puis le Peintre des mœurs. C’est sur ce terrain que commença la grande guerre des deux amis, au nom de l’École suisse, contre Gottsched et l’École saxonne. Ils publièrent contre les journaux de celle-ci les pamphlets : le Diogène défrisé, l’Acte d’accusation de mauvais goût ; puis, à propos de la traduction du poème de Milton par Bodmer, attaquée par Gottsched, ils soutinrent la préférence à donner, dans la littérature allemande, à l’imitation anglaise sur l’imitation française. L’avantage resta à l’École suisse, à cause de l’appui de Haller et des sympathies naissantes pour les modèles qui s’éloignaient le moins du génie national.
Bodmer a conservé plus longtemps que Gottsched son autorité comme critique et sa réputation comme poète. Ses dissertations sur l’Influence de l’imagination sur les progrès du goût (Francfort et Leipzig, 1727), sur le Merveilleux dans la poésie (Zurich, 1740), etc., et ses Pamphlets (Streitschriften, Ibid., 1741-44), et ses Satires (Ibid., 1741-1769), soutinrent, en général, des principes justes et leurs applications légitimes.
Comme poète, Bodmer composa deux grands essais d’épopées bibliques ; Noah (Francfort et Leipzig, 1750), et la Noéide (Halle, sans date), dont Wieland et Sulzer firent de savantes apologies, mais où le public ne trouva pas les beautés que leur attribuait la théorie enthousiaste. D’autres compositions épiques, Jacob et Joseph, Jacob et Rachel, etc., réunies sous le titre de Calliope (Zurich, 1767, 2 vol.), n’arrivèrent pas davantage à la popularité.
Les drames de Bodmer n’ont pas plus d’importance, malgré le caractère héroïque ou national des sujets : M. Brutus, Timoléon, Caïus Gracchus, Guillaume Tell, Arnaud de Brescia à Zurich, etc. (1768-1775), ne sont que des tableaux historiques et politiques dialogués.
Comme éditeur érudit, Bodmer a bien mérité de l’ancienne littérature allemande, en publiant, avec Breitinger, les Proben der alten Schwabischen Poesie des dreyzehnten Jahrhunderts (Extraits des anciens poètes souabes du treizième siècle ; Zurich, 1748) ; Fabeln aus den Zeiten der Minnesänger (Fables du temps des Minnesängers ; Ibid., 1757) ; puis seul : Chriemhilden Rache und die Klage (la Vengeance de Chriemhild, et la Plainte, seconde partie du poème des Nibelungen, Ibid., 1757) ; Sammlung der Minnesinger (Recueil des Minnesinger ; 1758-59, 2 vol.), etc. C'est notamment lui qui, en 1780, a retrouvé, dans la bibliothèque de l'abbaye souabe de Weingarten, un précieux chansonnier enluminé du début du XIVe siècle.
Parmi les nombreux ouvrages de Bodmer, on remarque : Bibliothèque helvétique, 1735, Lettres critiques, 1746, la Noachide, poème en douze chants, Zurich, 1752. On lui doit aussi un recueil des Minnesinger, 1758-1759, et des traductions d’Homère et de John Milton.

## Œuvres partielles
- Karl von Burgund. Ein Trauerspiel (nach Aeschylus)
- Vier kritische Gedichte
- Die Discourse der Mahlern, 1721–1723
- Brief-Wechsel von der Natur des poetischen Geschmackes, 1736
- Critische Abhandlung von dem Wunderbaren in der Poesie, 1740
- Kritische Betrachtungen über die poetischen Gemälde der Dichter, 1741
- Übersetzung: Johann Miltons Episches Gedichte von dem verlohrnen Paradiese, 1742
- Critische Briefe, 1746
- Proben der alten schwäbischen Poesie des dreyzehnten Jahrhunderts. Aus der Manessischen Sammlung, 1748
- Fabeln aus den Zeiten der Minnesinger, 1757

## Source
- Gustave Vapereau, Dictionnaire universel des littératures, Paris, Hachette, 1876, p. 280
- Publications de et sur Johann Jakob Bodmer dans le catalogue Helveticat de la Bibliothèque nationale suisse

- Ressources relatives au spectacle :   - Archives suisses des arts de la scène
  - Dictionnaire du théâtre en Suisse
- Ressource relative à la musique :   - Répertoire international des sources musicales
- Ressource relative aux beaux-arts :   - National Portrait Gallery
- Notices dans des dictionnaires ou encyclopédies généralistes :   - Britannica
  - Brockhaus
  - Den Store Danske Encyklopædi
  - Deutsche Biographie
  - Dictionnaire historique de la Suisse
  - Enciclopedia italiana
  - Gran Enciclopèdia Catalana
  - Hrvatska Enciklopedija
  - Internetowa encyklopedia PWN
  - Nationalencyklopedin
  - Proleksis enciklopedija
  - Store norske leksikon
  - Treccani
  - Visuotinė lietuvių enciklopedija
- Notices d'autorité :   - VIAF
  - ISNI
  - BnF (données)
  - IdRef
  - LCCN
  - GND
  - Japon
  - CiNii
  - Espagne
  - Pays-Bas
  - Pologne
  - Israël
  - NUKAT
  - Vatican
  - Norvège
  - Tchéquie
  - Lettonie
  - Grèce
  - WorldCat